# 문호 스트레이 독스
《문호 스트레이 독스》(일본어: 文豪ストレイドッグス 분고 스토레이 독스[*])는 일본의 만화로, 아사기리 카프카가 작가를 맡고 하루카와35가 작화를 맡아 2012년부터 KADOKAWA의 청년 만화 잡지인 YOUNG ACE에서 연재하고 있다. '무장탐정사'라는 단체의 일상을 그리고 있다. 주인공은 호랑이로 변신이 가능한 나카지마 아쓰시로, 주로 이능력을 가진 다른 사람들과 함께 미스터리를 해결하거나, 마피아가 맡은 임무 수행 등 다양한 일을 하고 있다.
여러 편의 라이트 노벨이 출판되었으며, 2016년 본즈가 애니메이션화한 작품은 1기가 4월부터 6월까지, 2기가 10월부터 12월까지 방영되었다. 영화인 《문호 스트레이 독스: 데드 애플》은 2018년 3월에 개봉하였다. 2019년 4월부터 6월까지는 3기가 방영되었으며, 문호 스트레이 독스 멍!이라는 제목의 스핀 오프가 2021년 1월부터 3월까지 방송을 탔다. 또한 실사화 영화인 《문호 스트레이 독스: 비스트》는 2020년 3월부터 제작에 들어갔다는 것이 밝혀졌다.

## 배경
문호 스트레이 독스는 카프카 아사기리가 생각한 이미 사망한 유명한 소설가나 시인을 모아 이능력을 가진 사람으로 그려보자는 아이디어에서 시작되었다. 하루카35는 아시기리에게 글을 쓸 때 도움을 줄 수 있도록 캐릭터를 디자인해주었다. 아시기리는 아쓰시와 다자이의 디자인은 시리즈 제작에서 약간의 수정이 있었지만, 서로 구별되려고 만들어졌다고 말하였다. 

## 나오는 사람들[1]
등장인물 이름의 대부분이 자국(일본)이나 해외(미국, 캐나다, 영국, 프랑스 등)의 이름난 시인, 작가, 소설가, 사상가 등에서 비롯된 것이며, 능력 이름은 (란포와 돗포를 제외하면) 그들이 지은 문학 작품(시, 소설, 수필 등) 또는 일반 서적에서 따온 것이다. 괄호 안은 작품 공식 누리집에 나오는 각 등장인물의 나이다(일본 기준).

### 무장 탐정사
- 나카지마 아쓰시(18)
- 다자이 오사무(22)
- 구니키다 돗포(22)
- 에도가와 란포(26)
- 다니자키 준이치로(18)[2]
- 미야자와 겐지(14)
- 요사노 아키코(25)
- 이즈미 교카(14)[3]
- 후쿠자와 유키치(45)
- 다야마 가타이(23)

### 포트 마피아
- 아쿠타가와 류노스케(20)[4]
- 나카하라 주야(22)
- 가지이 모토지로(28)
- 모리 오가이(40)
- 히구치 이치요[5]
- 유메노 규사쿠(13)
- 오자키 고요(26)[3]
- 히로쓰 류로(50)
- 다치하라 미치조(19)
- 아르튀르 랭보[6]

### 내무성 이능(異能) 특무과
- 사카구치 안고(25)
- 다네카 산토카(50)
- 쓰지무라 미즈키(딸)[7]
- 쓰지무라 미즈키(엄마)[7]

### 사냥개(엽견)
- 오쿠라 테루코
- 조노 사이카쿠
- 스에히로 텟쵸

### 북미 길드
- 프랜시스 스콧 키 피츠제럴드(32)
- 루시 모드 몽고메리(19)
- 에드거 앨런 포(28)
- 존 스타인벡(21)
- 너새니얼 호손(27)
- 마크 트웨인(22)
- 마거릿 미첼(20)
- 허먼 멜빌(68)

### 시계탑의 종기사
- 애거서 크리스티

### 죽은 집의 쥐[8]
- 표도르 도스토옙스키
- 알렉산드르 푸시킨
- 이반 곤차로프

### 그 밖
- 나쓰메 소세키
- 앙드레 지드
- 아야쓰지 유키토
- 오구리 무시타로
- 고다 아야
- 사사키 노부코
- 시부사와 다쓰히코